# Retba-See

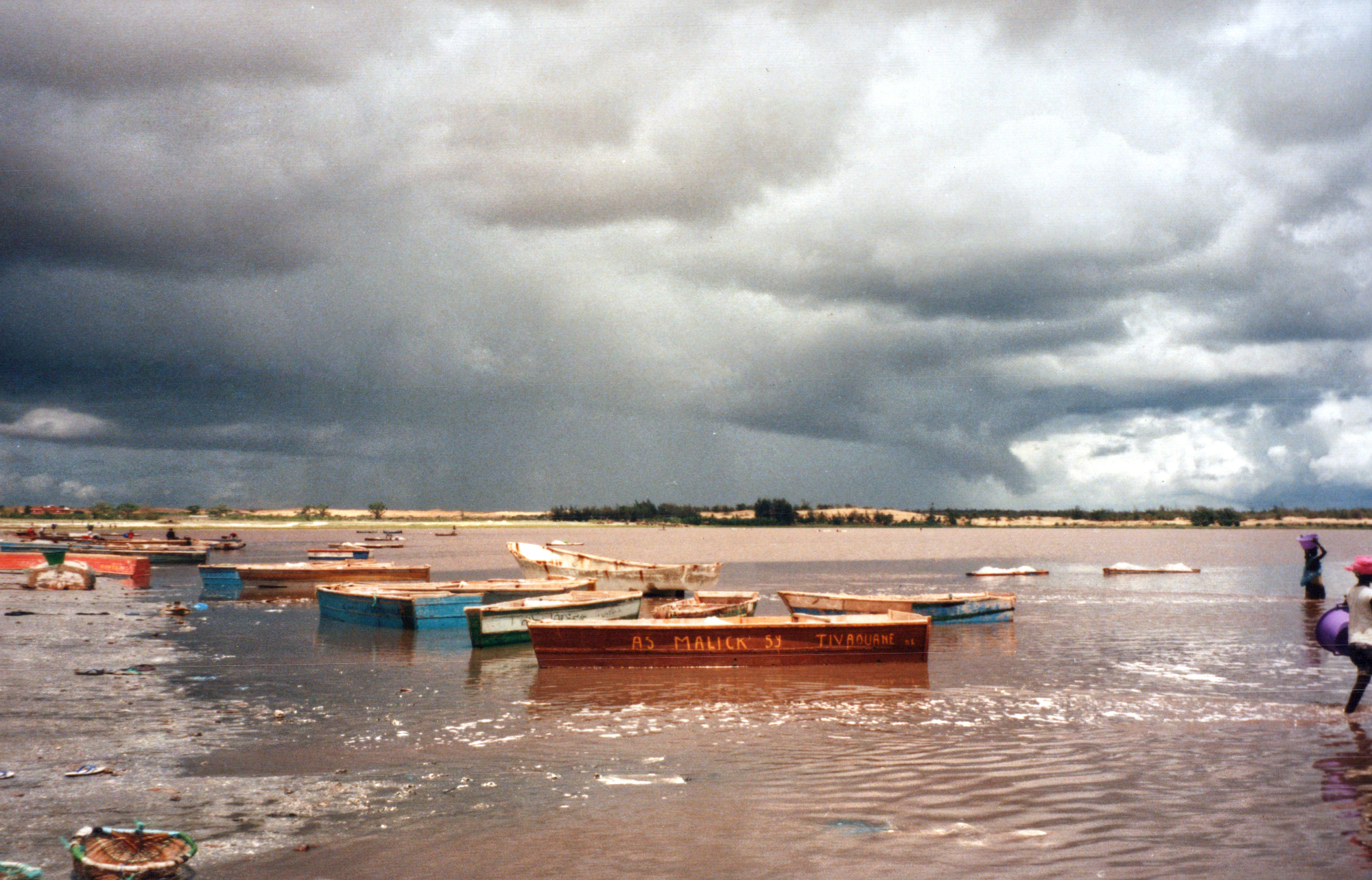
Lac Rose während der Regenzeit 1995

Lac Retba, auch Lac Rose genannt, ist ein Salzsee in Senegal. Er liegt 35 km nordöstlich der Hauptstadt Dakar nahe der Atlantikküste.
Wegen seiner durch halophile Algen der Art Dunaliella salina (Volvocales) verursachten, besonders in der Trockenzeit (November bis Juni) sichtbaren, einzigartigen rosaroten Färbung, hat der Lac Rose seinen Namen erhalten. Die Algen produzieren ein rotes Pigment (β-Carotin), das die Absorption des Sonnenlichts unterstützt, um so effizienter den Energieträger ATP zu erzeugen.
Der See ist mit 380 g/Liter sehr salzhaltig, so dass man auf seinem Wasser so leicht wie im Toten Meer schwimmt.

## Geographie
Der Lac Rose liegt etwa auf Meereshöhe in der Reihe von Senken, die sich zwischen den Küstendünen der Grande-Côte und den Hinterlandsdünen gebildet haben. Die Strecke vom See durch die Küstendünen bis zum Atlantik beträgt stellenweise nur rund 1000 Meter. Der See liegt nördlich der Großstadt Rufisque (14 Kilometer) und der städtischen Kommune Sangalkam (6 Kilometer). Er ist von einigen kleinen Dörfern umgeben. Am Südrand entwickelt sich eine städtische Bebauung. Der See ist in West-Ost-Richtung etwa 3850 Meter lang bei einer Breite von etwa 800 bis 1000 Meter. Seine Fläche beträgt rund 3 km². Die maximale Wassertiefe erreicht drei Meter, jedoch sind große Teile so flach, dass ein Mensch darin stehen kann, zwischen 90 and 150 Zentimeter. Er wird von Grundwasser gespeist, erhält in der Regenzeit aber auch eine große Menge Oberflächenwasser aus Richtung Sangalkam und von den trockenen Seen Thor und Yandal in der benachbarten Region Thiès. Der hohe Salzgehalt von teilweise bis zu 40 % ist hauptsächlich auf das Eindringen von Meerwasser in bestimmte Grundwasserschichten und dessen anschließende Verdunstung im See zurückzuführen.

## Geschichte
Im 19. Jahrhundert hatte der See noch eine Fläche von 32 km². Im Jahr 1990 wurde seine Fläche auf 4 km² geschätzt und seit 2005 sind 3 km² dokumentiert. Das Schrumpfen der Fläche beruht auf einer Kombination von Ursachen. Neben Dürreperioden ist auch das Fortschreiten der Küstendünen verantwortlich. Dadurch wurde die ursprüngliche Verbindung des Sees zum Meer blockiert.
Ursprünglich wurde am See noch Fischerei betrieben. Mit der anhaltenden Dürre im Sahel der 1970er Jahre verschwanden die Fische zugleich mit dem Anstieg der landwirtschaftlichen Existenznöte. Die Menschen begannen damals, als „Salzschöpfer“ Salz aus dem See zu gewinnen um ihr Einkommen aus Landwirtschaft und Fischerei aufzubessern. Im Jahr 2012 wurde die Zahl der Menschen, die rund um den See mit dem Salzgeschäft ein Einkommen erzielten, mit 5000 beziffert. Nicht nur Menschen aus der Umgebung arbeiten hier, sondern auch Migranten, und zwar neben inländischen auch ausländische aus Guinea-Bissau (ca. 400 Personen) und Mali (ca. 800). Der See wurde amtlich als Salzabbaugebiet anerkannt und klassifiziert, ohne jedoch Förderabgaben zu erheben. Gestattet ist nur eine handwerkliche Salzgewinnung; ein Abbau im industriellen Stil ist untersagt.
Der See war von 1979 bis 2007 das traditionelle Endziel der Rallye Dakar und ist seit 2009 das Endziel des Africa Eco Race. Die Schauetappe führte von Dakar aus am Strand entlang und endet mit dem Podium am See.
Im Jahr 2005 wurde der Lac Rose in die Tentativliste der UNESCO aufgenommen. Er sei durch seine Färbung ein außergewöhnliches Naturwunder und noch weit mehr bekannt als die Welterbestätte der Insel Gorée.
In den Jahren 1963 und 1979 wurden die Küstendünen zwischen See und Ozean zur Befestigung gegen die Winderosion und das Vorrücken des Meeres mit einem Doppelgürtel der als Filao bekannten Bäume (Casuarina equisetifolia), englisch auch she-oak (Strand-Eiche), bepflanzt. Dieser Grüngürtel ist von Abholzung bedroht, was langfristig zum Versanden des Sees führen könnte. Die Bepflanzung entstand im Rahmen der nordafrikanischen Initiative Afrikas Grüne Mauer im Sahel.

## Salz

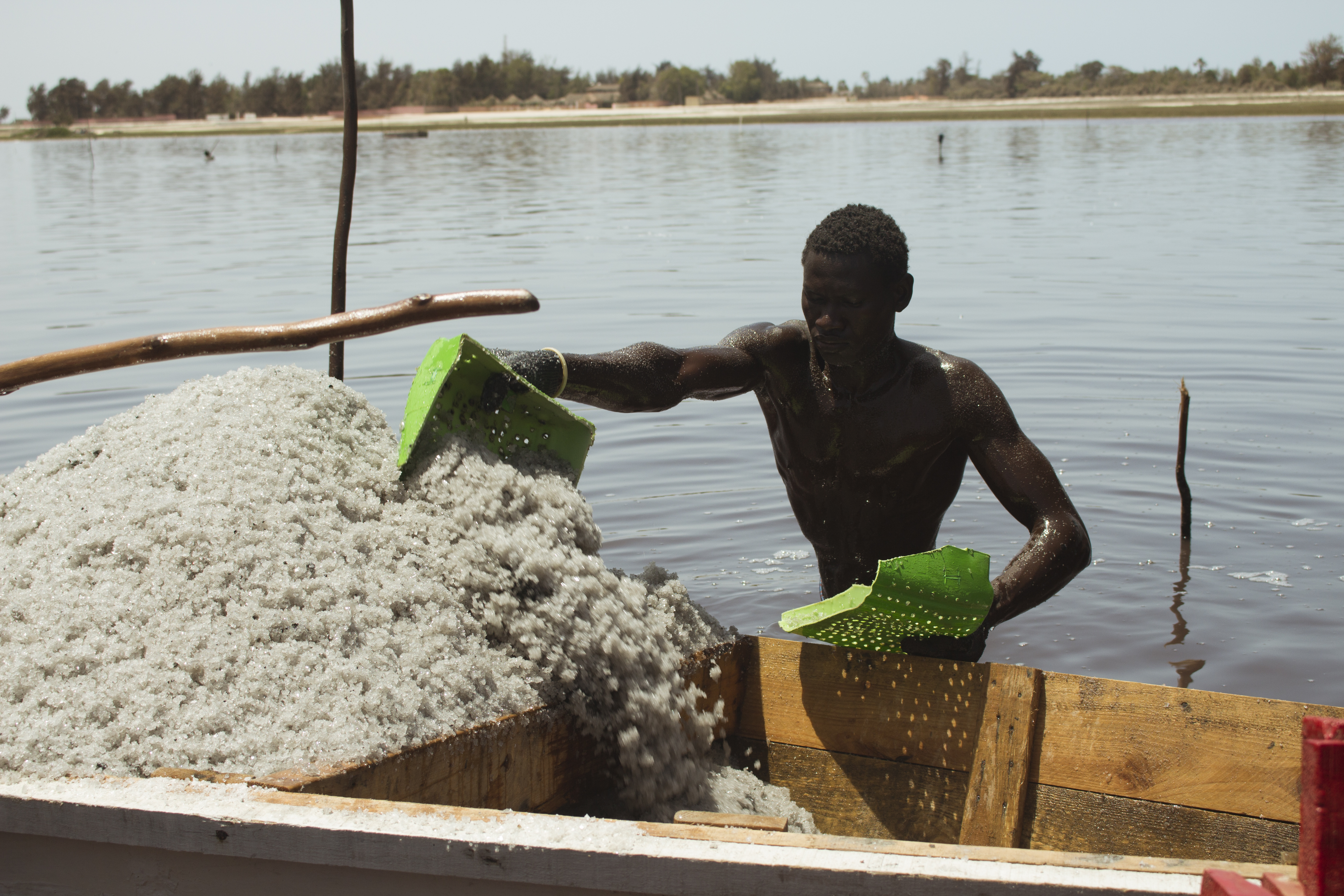
Mann lädt Salz mit zwei Einhandschaufeln in das Boot

Salz wird von Sammlern aus dem See geschöpft, von Männern, die 6–7 Stunden am Tag im Salzwasser arbeiten. Sie schützen ihre Haut vor Gewebeschäden mit Beurre de Karité (Sheabutter), einem Weichmacher aus Shea-Nüssen. Die Männer staken mit ihrem Kahn in den See, steigen aus, suchen in dem trüben Wasser, das den Blick bis zum Boden verwehrt, mit einer Art langstieliger Schaufel scharrend nach Salzschichten, die sodann, noch unter Wasser, aufgehäufelt werden und abschließend wird der Salzhaufen beidarmig mit zwei Einhandschaufeln wie bei einem Zweischalengreifer nach und nach an Bord gehievt. Hierbei ist der Wasserstand ein begrenzender Faktor, denn beim Bücken mit den Schaufeln darf der Kopf nicht unter Wasser geraten. Das Entladen der Boote am Ufer ist Frauenarbeit, idealerweise die Ehefrau des Sammlers; ansonsten muss der Mann eine Frau als Lohnarbeiterin finden. Während des Entladevorgangs kann der Mann idealerweise mit einem zweiten Boot noch einmal an diesem Tag hinausfahren und Salz schöpfen. Manche Sammler haben eigene Boote, manche müssen sich Boote täglich neu mieten. Das Salz wird in die ganze Region exportiert.
Das Salz wird von senegalesischen Fischern verwendet, um Fisch zu konservieren, ein Bestandteil vieler traditioneller Rezepte, darunter das Nationalgericht, ein Fisch- und Reisgericht namens Thieboudienne. Zwischen 2005 und 2012 wurden aus diesem See jährlich schwankend zwischen 45.000 und 25.000 Tonnen Salz gewonnen. Mit durchschnittlich 38.000 Tonnen sind das knapp 10 Prozent der Salzproduktion Senegals. Das Land ist der größte Salzproduzent Afrikas. Seit 2012 gab es eine Reihe von Jahren mit starken Regenzeiten. Dies führte einerseits zu einem höheren Wasserstand im See und andererseits zu einer Verdünnung des Salzwassers. Beides erschwert die Salzgewinnung und schränkt sie auf jährlich wenige Monate am Ende der Trockenzeit ein.
Die Fische im See haben sich an seinen hohen Salzgehalt angepasst, indem sie Wege entwickelt haben, zusätzliches Salz abzupumpen und ihren physiologischen Elektrolyt-Haushalt im Gleichgewicht zu halten. Die Fische erreichen nur ein Viertel der Größe derjenigen, die in einer normalen Umgebung leben, als Folge der Verzwergung von Salzseefischen.